# Aerojet Rocketdyne
Aerojet Rocketdyne — американський виробник ракетних, гіперзвукових та електричних рухових систем для космічного, оборонного, цивільного та комерційного застосування. Штаб-квартира компанії знаходиться в Сакраменто, штат Каліфорнія, і належить Aerojet Rocketdyne Holdings. Aerojet Rocketdyne було створено в 2013 році, коли Aerojet (на той час належала GenCorp) і Pratt & Whitney Rocketdyne були злиті після придбання останньої компанією GenCorp у Pratt & Whitney. 27 квітня 2015 року назву холдингової компанії GenCorp було змінено з GenCorp, Inc. на Aerojet Rocketdyne Holdings, Inc.
Lockheed Martin оголосив про плани придбати Aerojet Rocketdyne 20 грудня 2020 року в рамках придбання за 4,4 мільярда доларів; однак Lockheed відмовився від цього 13 лютого 2022 року після того, як протидія Raytheon змусила FTC заблокувати придбання.

## Продукти

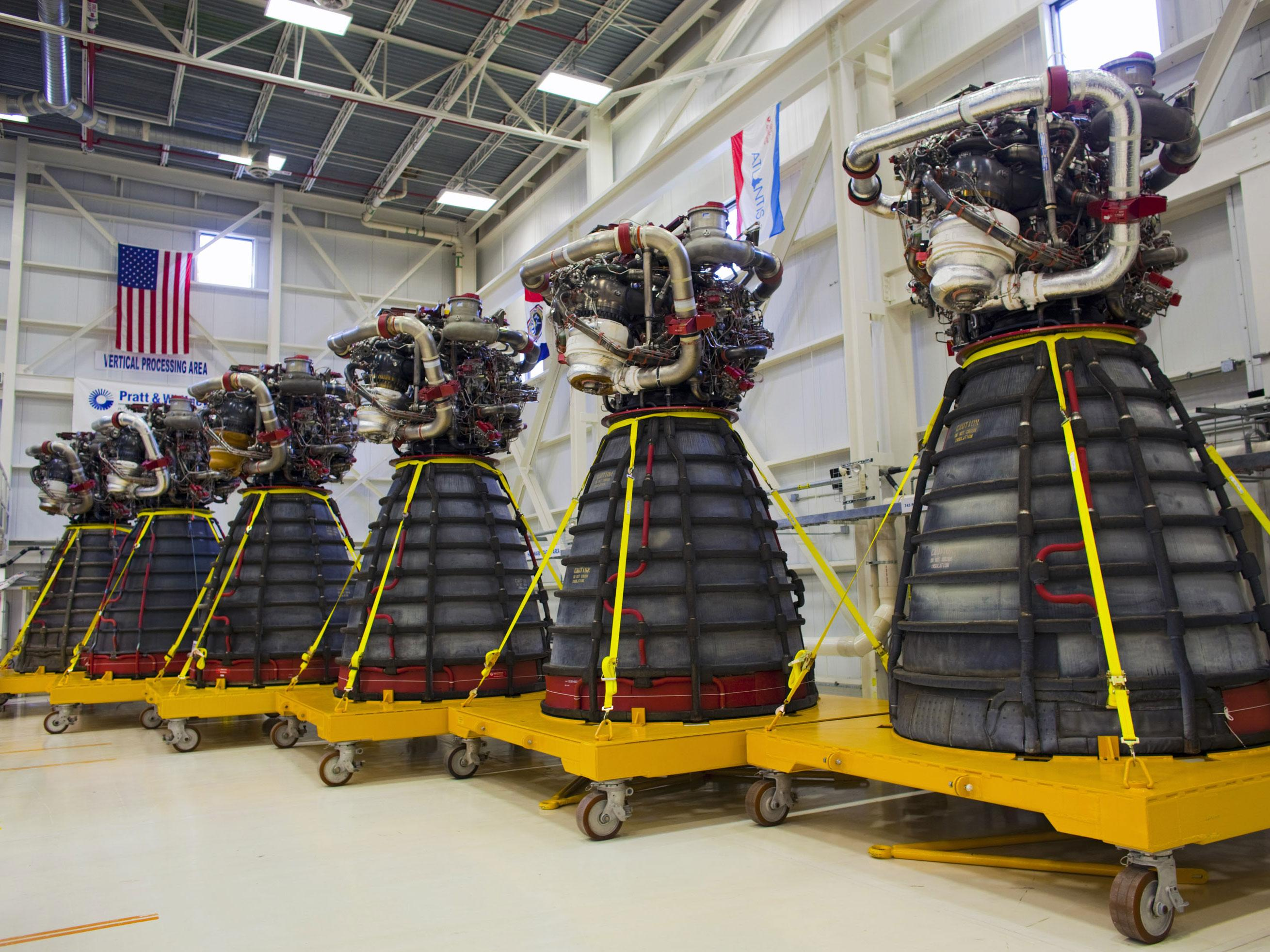
Двигуни РС-25

### Актуальні двигуни
- RS-25 (LH2 / LOX) – Раніше відомий як головний двигун космічного човника (SSME), це був головний двигун багаторазового використання, розроблений Rocketdyne для космічного човника, який зараз вийшов з експлуатації. Решта двигунів RS-25D планується використовувати на ранніх запусках ракет Space Launch System, після чого буде розроблено одноразову версію RS-25E для наступних запусків SLS.
- RL10 (LH2/LOX) – розроблено компанією Pratt & Whitney і зараз використовується як на верхньому ступені ракети Delta IV, так і на верхньому ступені Centaur для Atlas V. Зараз він також використовується в космічній системі запуску на тимчасовому кірогенному рушійному ступені (ICPS) і в майбутньому буде використовуватися на дослідницькому верхньому ступені (EUS). Раніше використовувався на верхньому щаблі Centaur для Titan, Saturn I і на McDonnell Douglas DC-X "Delta Clipper" з вертикальною посадкою. Він мав слугувати основним двигуном для посадкового апарату Альтаїр .
- RS-68 (LH2/LOX) – двигун першого ступеня для Delta IV, розроблений як спрощена версія RS-25 через його одноразове використання. Це найбільший ракетний двигун, що працює на водневому паливі.
- MR103G — 0,2 lb Гідразиновий монопаливний двигун
- MR111g — 1 lb Гідразиновий монопаливний двигун
- MR106L — 5-7 lb Гідразиновий монопаливний двигун
- MR107M — 45 lb Гідразиновий монопаливний двигун
- Blue Origin CCE (твердотоплавний ракетний двигун або SRM) — твердотільний ракетний двигун Blue Origin New Shepard Crew Capsule Escape створений Aerojet Rocketdyne[11].

### Двигуни колишнього виробництва та інше

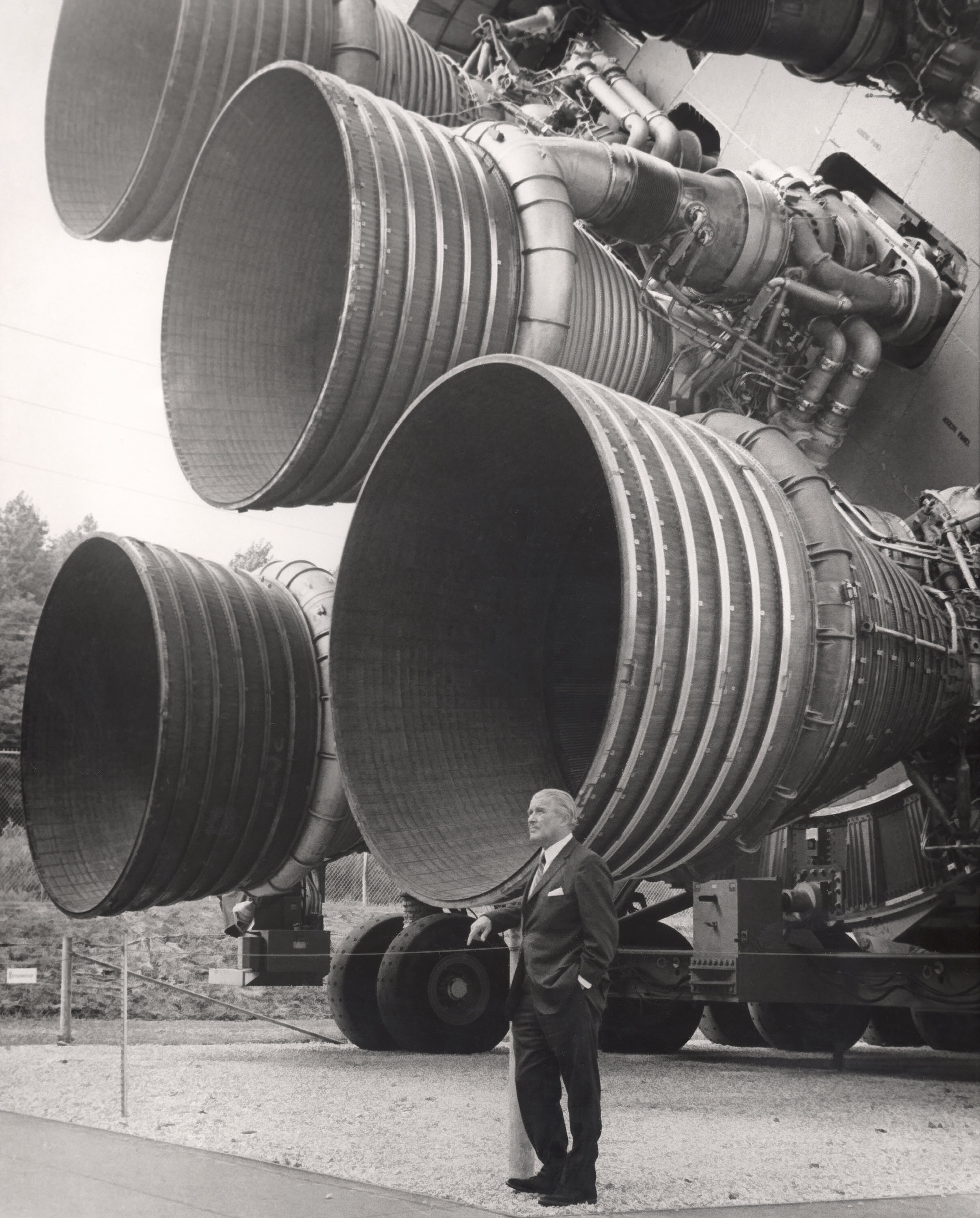
Двигуни Rocketdyne F-1 на першому ступені Сатурн V космічної програми Apollo

- Rocketdyne F-1 (RP-1/LOX) Головний двигун ракети Сатурн V космічної програми Аполлон . Найпотужніший рідинний ракетний двигун з однією камерою згоряння, який коли-небудь створювався. [12]
- Rocketdyne J-2 (LH2/LOX) Використовується на верхньому ступені Saturn IB і другому і верхньому ступенях Saturn V.
- SJ61 (JP-7 /заковтуване повітря) Дворежимний прямоточно - реактивний двигун на гіперзвуковому демонстраційному кораблі Boeing X-51.
- AJ10 (Aerozine 50 / N2 O4) Двигун другого ступеня для Delta II, який використовується як двигун орбітальної системи маневрування (OMS) для космічного човника та головний двигун для європейського службового модуля Orion.
- AR1 (RP-1/LOX) Запропонований 500 000-фунт-сил-class (2 200 кН) тяга RP-1 / LOX двигун зі стадійним циклом згоряння, насичений окислювачем[13].
- Rocketdyne H-1 (RP-1/LOX) Двигун першого ступеня на ракетах-носіях Сатурн I та Сатурн IB.
- RS-27 (RP-1/LOX) Двигун першого ступеня ракети-носія Delta 2000
- RS-27A (RP-1/LOX) Двигун першого ступеня, встановлений на Delta II і Delta III
- J-2X (LH2/LOX) Двигун, який спочатку розроблявся для розгінного ступеня Ares I до скасування програми Сузір'я. Двигун розглядався для дослідницького верхнього ступеня космічної стартової системи перед заміною кластером із чотирьох RL10. Він заснований на Rocketdyne J-2.
- Baby Bantam (гас / LOX) An 22 кН (5 000 фунтс)   тяга двигуна[14]. У червні 2014 року Aerojet Rocketdyne оголосила, що вони «виготовили та успішно випробували двигун, який був повністю надрукований на 3D».
- AJ-26 (RP-1 /LOX) Ребрендовані та модифіковані двигуни НК-33, імпортовані з Росії. Використовувався як двигун першого ступеня для Antares перед заміною на РД-180.
- AJ-60A (Solid - HTPB) Твердотопливний ракетний двигун, який раніше використовувався для ракети-носія Atlas V, поки його не замінив Northrop Grumman GEM-63 у 2021 році [15]
- AR-22 (Hydrogen/LOX) Двигун, який розроблявся в 2017-2020 роках для космічного корабля XS-1, також відомого як Phantom Express. Двигун заснований на RS-25 і використовує частини, що залишилися в інвентарі Aerojet Rocketdyne і NASA від попередніх версій RS-25. Для космічного літака було б побудовано два двигуни[16]. Компанія Boeing вийшла з проекту в січні 2020 року, фактично завершивши його[17].

### В розробці

#### Іонний двигун X3
13 жовтня 2017 року було повідомлено, що компанія Aerojet Rocketdyne завершила демонстрацію нового іонного двигуна X3, який є центральною частиною системи XR-100 для програми NextSTEP. Іонний двигун X3 був розроблений Мічиганським університетом і розробляється в партнерстві з Мічиганським університетом, НАСА та ВПС. X3 — це рушій на ефекті Холла, що працює на частотах понад 100 кВт потужності. Під час демонстрації він побив рекорди максимальної вихідної потужності, тяги та робочого струму, досягнутих двигуном Холла на сьогодні. Він працював на потужності від 5 кВт до 102 кВт, з електричним струмом до 260 ампер. Він створив 5,4 Ньютона тяги, «що є найвищим рівнем тяги, досягнутим будь-яким плазмовим двигуном на сьогоднішній день». Новизна в його конструкції полягає в тому, що він містить три плазмові канали, кожен завглибшки кілька сантиметрів, вкладені один навколо одного в концентричні кільця. Система  і майже один метр у діаметрі.

### Інші помітні продукти

#### Багатофункціональний радіоізотопний термоелектричний генератор
Aerojet Rocketdyne є головним підрядником Міністерства енергетики США для багатофункціонального радіоізотопного термоелектричного генератора. Перший літальний апарат MMRTG наразі працює на марсоході Mars К'юріосіті, а другий політ – на марсоході Персеверанс. 